# San Felipe de Aconcagua
Provincia de San Felipe är en provins i Chile.   Den ligger i regionen Región de Valparaíso, i den södra delen av landet, 90 km norr om huvudstaden Santiago de Chile. Antalet invånare är 143 698. Arean är 2 659 kvadratkilometer.
Terrängen i Provincia de San Felipe är mycket bergig.
Provincia de San Felipe delas in i:
- San Felipe
- Llaillay
- Putaendo
- Santa María
- Catemu
- Panquehue

Runt Provincia de San Felipe är det i huvudsak tätbebyggt. Runt Provincia de San Felipe är det ganska glesbefolkat, med 38 invånare per kvadratkilometer.